# Stosswihr
Stosswihr là một xã ở tỉnh Haut-Rhin trong vùng Grand Est ở đông bắc Pháp. Xã này có diện tích 26,4 km², dân số năm 1999 là 1425 người. Khu vực này có độ cao 450 mét trên mực nước biển.